# Sungai Medang (Cambai)
Sungai Medang is een bestuurslaag in het regentschap Prabumulih van de provincie Zuid-Sumatra, Indonesië. Sungai Medang telt 4678 inwoners (volkstelling 2010).